# Kończyce (Białoruś)
Kończyce (biał. Кончыцы; ros. Кончицы) – wieś na Białorusi, w obwodzie brzeskim, w rejonie pińskim, w sielsowiecie Duboja, nad Piną i Jeziorem Kończyckim.
Znajduje się tu parafialna cerkiew prawosławna pw. św. Aleksandra Newskiego.
W dwudziestoleciu międzywojennym leżały w Polsce, w województwie poleskim, w powiecie pińskim, w gminie Brodnica. Po II wojnie światowej w granicach Związku Sowieckiego. Od 1991 w niepodległej Białorusi.